# Бересфорд, Брюс
Брюс Бересфорд (англ. Bruce Beresford; род. 1940) — австралийский кинорежиссёр.

## Биография
Рос в Тунгабби, пригороде Сиднея. Учился в Королевской школе в Парраматте. В подростковом возрасте снял несколько короткометражных фильмов.
Окончил Сиднейский университет. В 1962 году уехал в Англию в поисках работы в кино. Не сумев пробиться на британский экран, два года проработал монтажёром в Энугу (Нигерия). По возвращении в Англию работал продюсером короткометражных фильмов начинающих режиссёров при Британском институте кино.
В 1970 году вернулся в Австралию, где через два года поставил свой первый полнометражный фильм «Приключения Барри Маккензи». Завоевал репутацию одного из лучших австралийских режиссёров.
После «Объездчика Моранта», ставшего классикой австралийского кино, Бересфорд переехал в Голливуд. В 1984 году его первый американский фильм «Нежное милосердие» принёс ему единственную номинацию на «Оскар» как лучшему режиссёру, а в 1989 году его фильм «Шофёр мисс Дэйзи» получил «Оскар» в номинации «Лучший фильм».
Занимается также постановкой драматических и оперных спектаклей.
В 2007 году опубликовал мемуары.

## Фильмография
- 1972 — Приключения Барри МакКензи / The Adventures of Barry McKenzie − дебют
- 1974 — Барри Маккензи стоит на своем / Barry McKenzie Holds His Own
- 1975 — Бок о бок / Side by Side
- 1976 — Вечеринка у Дона / Don’s Party
- 1978 — Обретение мудрости /The Getting of Wisdom
- 1978 — Развозчики денег / Money Movers
- 1978 — Голубой киль / Blue Fin
- 1980 — Объездчик Морант / Breaker Morant
- 1980 — Клуб / The Club
- 1981 — Хорошо в первый раз / Puberty Blues
- 1983 — Нежное милосердие / Tender Mercies
- 1985 — Царь Давид / King David
- 1986 — Жители окраин / The Fringe Dwellers
- 1986 — Преступления сердца / Crimes of the Heart
- 1987 — Ария / Aria — новелла «Счастье, что осталось со мной / Glück, das mir verblieb»
- 1989 — Её алиби / Her Alibi
- 1989 — Шофёр мисс Дэйзи / Driving Miss Daisy
- 1990 — Мистер Джонсон / Mister Johnson
- 1991 — Черная сутана / Black Robe
- 1992 — Богатство в любви / Rich in Love
- 1994 — Хороший человек в Африке / A Good Man In Africa
- 1994 — Безмолвная схватка / Silent Fall
- 1996 — Последний танец / Last Dance
- 1997 — Дорога в рай / Paradise road
- 1999 — Сидней: История города / SydneyA Story of a City
- 1999 — Двойной просчёт / Double Jeopardy
- 2001 — Невеста ветра / Bride of the Wind
- 2002 — Эвелин / Evelyn
- 2003 — Панчо Вилья / And Starring Pancho Villa as Himself (ТВ)
- 2006 — Контракт / The Contract
- 2009 — Последний танцор Мао / Mao’s Last Dancer
- 2011 — Мир, любовь и недопонимание / Peace, Love & Misunderstanding
- 2013 — Бонни и Клайд / Bonnie & Clyde (мини-сериал)
- 2016 — Мистер Чёрч / Mr. Church
- 2016 — Корни / Roots (мини-сериал)
- 2017 — Флинт / Flint
- 2018 — Дамы в чёрном / Ladies in Black